# Liste der Bodendenkmäler in Buch am Wald
Auf dieser Seite sind die Bodendenkmäler in der mittelfränkischen Gemeinde Buch am Wald zusammengestellt. Diese Tabelle ist eine Teilliste der Liste der Bodendenkmäler in Bayern. Grundlage ist die Bayerische Denkmalliste, die auf Basis des Bayerischen Denkmalschutzgesetzes vom 1. Oktober 1973 erstmals erstellt wurde und seither durch das Bayerische Landesamt für Denkmalpflege geführt wird. Die folgenden Angaben ersetzen nicht die rechtsverbindliche Auskunft der Denkmalschutzbehörde.

## Bodendenkmäler in Buch am Wald
| Lage       | Objekt                                                                                   | Akten-Nr.     | Bild |
| ---------- | ---------------------------------------------------------------------------------------- | ------------- | ---- |
| (Standort) | Siedlung vorgeschichtlicher Zeitstellung.                                                | D-5-6627-0217 |      |
| (Standort) | Freilandstation des Mesolithikums, Siedlung des Neolithikums.                            | D-5-6627-0218 |      |
| (Standort) | Freilandstation des Mesolithikums, Siedlung des Neolithikums.                            | D-5-6627-0222 |      |
| (Standort) | Freilandstation des Mesolithikums, Siedlung des Neolithikums.                            | D-5-6627-0224 |      |
| (Standort) | Freilandstation des Mesolithikums, Siedlung des Neolithikums.                            | D-5-6627-0225 |      |
| (Standort) | Grabhügel vorgeschichtlicher Zeitstellung.                                               | D-5-6627-0226 |      |
| (Standort) | Mittelalterliche und frühneuzeitliche Befunde im Bereich der Evang.-Luth. Pfarrkirche    | D-5-6627-0269 |      |
| (Standort) | Mittelalterliche und frühneuzeitliche Befunde im Bereich der Evang.-Luth. Tochterkirche. | D-5-6627-0271 |      |
| (Standort) | Siedlung des Neolithikums.                                                               | D-5-6628-0006 |      |
| (Standort) | Mittelalterlicher Herrschaftssitz.                                                       | D-5-6628-0007 |      |
| (Standort) | Grabhügel vorgeschichtlicher Zeitstellung.                                               | D-5-6628-0008 |      |
| (Standort) | Mittelalterliche und frühneuzeitliche Befunde im Bereich der Evang.-Luth. Pfarrkirche    | D-5-6628-0080 |      |